# Corres
Corres ist ein Ortsteil der Gemeinde Ötisheim im Enzkreis in Baden-Württemberg.

## Geographie
Corres liegt als kleines und planmäßig angelegtes Gassendorf mit kleinbäuerlichen Gehöften etwa 1,5 Kilometer westlich von Ötisheim und etwa 1,2 Kilometer östlich von Dürrn. Der Ort erstreckt sich quer zu einem flachen Hang ziehend. Die Gemarkung wird durch den Gründelbach und den Mettenbach entwässert. Das Natur- und Landschaftsschutzgebiet Erlen-, Metten- und Gründelbachniederung erstreckt sich nördlich und südlich des Ortes.

## Geschichte

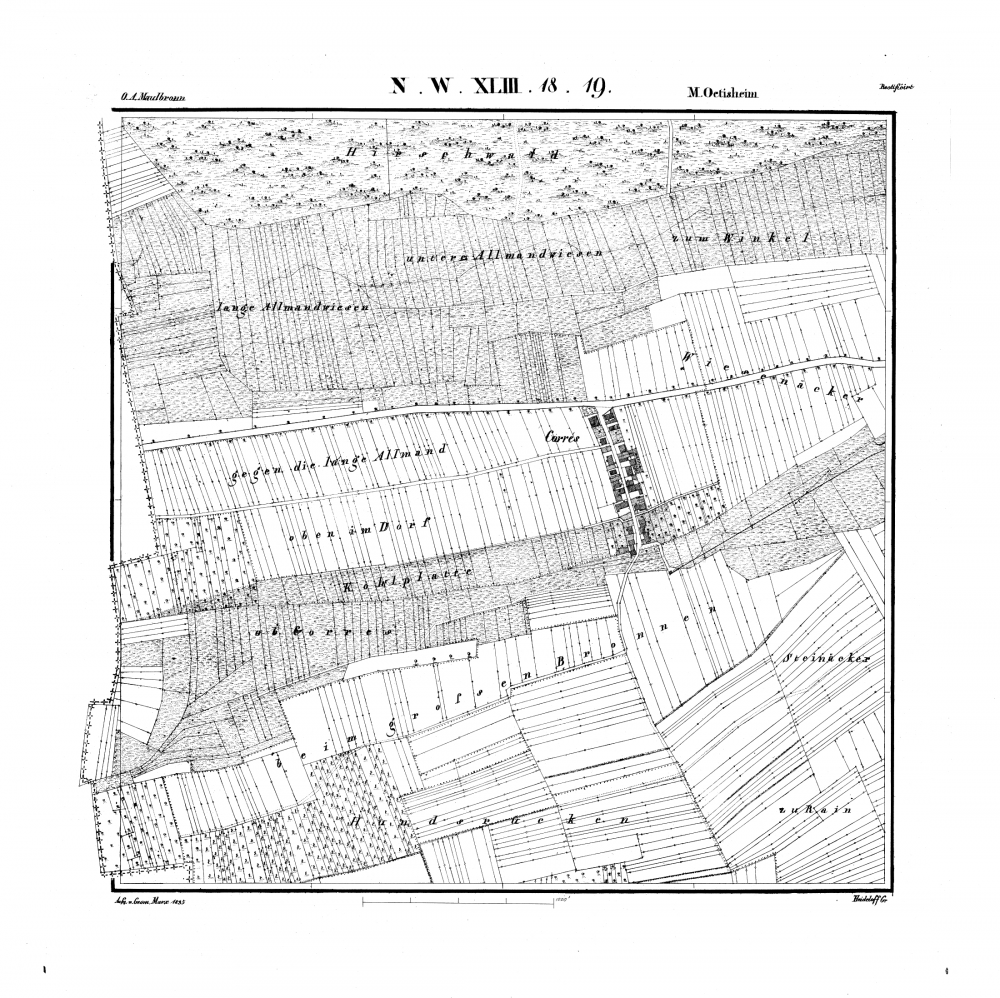
Corres mit Flurnamen um 1835

Corres wurde um 1699/1701 von den Waldensern auf der Gemarkung Ötisheim gegründet und war von Beginn an ein Teilort von Ötisheim. Die Gründer von Corres kamen aus Pragelato und Perosa Argentina. Zuvor waren sie in Dornholzhausen und sind dann weiter nach Dürrmenz gezogen. Zuerst war geplant, dass die Waldenser und Hugenotten sich im Ort niederlassen sollten, was sie aber ablehnten. Stattdessen gründeten sie um 1700 direkt an der württembergischen Grenze ein planmäßig angelegtes Gassendorf. Anfang des 18. Jahrhunderts lebten 12 Familien in 4 Häusern und einigen Baracken. 1720 brachen 8 Waldenser nach Brandenburg aus, in der Hoffnung dort eine neue Existenz aufbauen zu können. Ein Jahr später kamen sie aber wieder zurück und baten um erneute Aufnahme in die Gemeinde. Um 1834 waren es ca. 20 Gebäude und knapp 100 Einwohner. Bis 1823 gingen die Kinder von Corres und Schönenberg in eine französische Schule in Dürrmenz. Danach mussten die Kinder aus Corres in die Ötisheimer Schule, während Schönenberg, wegen seiner politischen Unabhängigkeit, eine eigene Schule in ihrem Dorf gründeten. 1870 wird Corres als freundlich und frei gelegen bezeichnet. Ebenso, dass der kleine Ort eine Straße hat, an welcher sich die meist kleinen, jedoch freundlichen, durch Gärtchen voneinander getrennten Häuser standen. Auf dem Messtischblatt Nr. 7018 „Ötisheim“ von 1905 war der Ort Corres mit etwa einem Dutzend Häusern verzeichnet.

## Namensherkunft
Eine Zeitlang war man der Meinung, dass der Name eine Verballhornung von Queyras sei, doch wurde auf alten Karten nachgewiesen, dass es um einen schon vorher bestehenden schwäbisch-fränkischen Flurnamen Korra handelt und heißt heute ob Corres.

## Laschar-Kapelle
Die Laschar-Kapelle errichtete und weihte man 1911 ein. Ermöglicht wurde dies durch Wilhelm Laschar, welcher ein Nachfahre, eines Gründers von Corres, von Jean Lageard war.

## Religion
Der Waldenserführer Henri Arnaud war der erste Pfarrer der Waldenserkolinie Schönenberg nach deren Gründung. Die evangelische Kirchengemeinde Schönenberg war anfangs auch für den Weiler Corres zuständig. Seit 1823/24 gehörte die evangelische Kirchengemeinde Schönenberg mit Corres zu Ötisheim.

## Verkehr
Corres ist sowohl aus Richtung Ötisheim als auch aus Richtung Dürrn über die K 4523 (Pforzheimer Straße) zu erreichen. Im Ort Corres befindet sich die Waldenserstraße.